# Sint-Trudokerk (Buvingen)

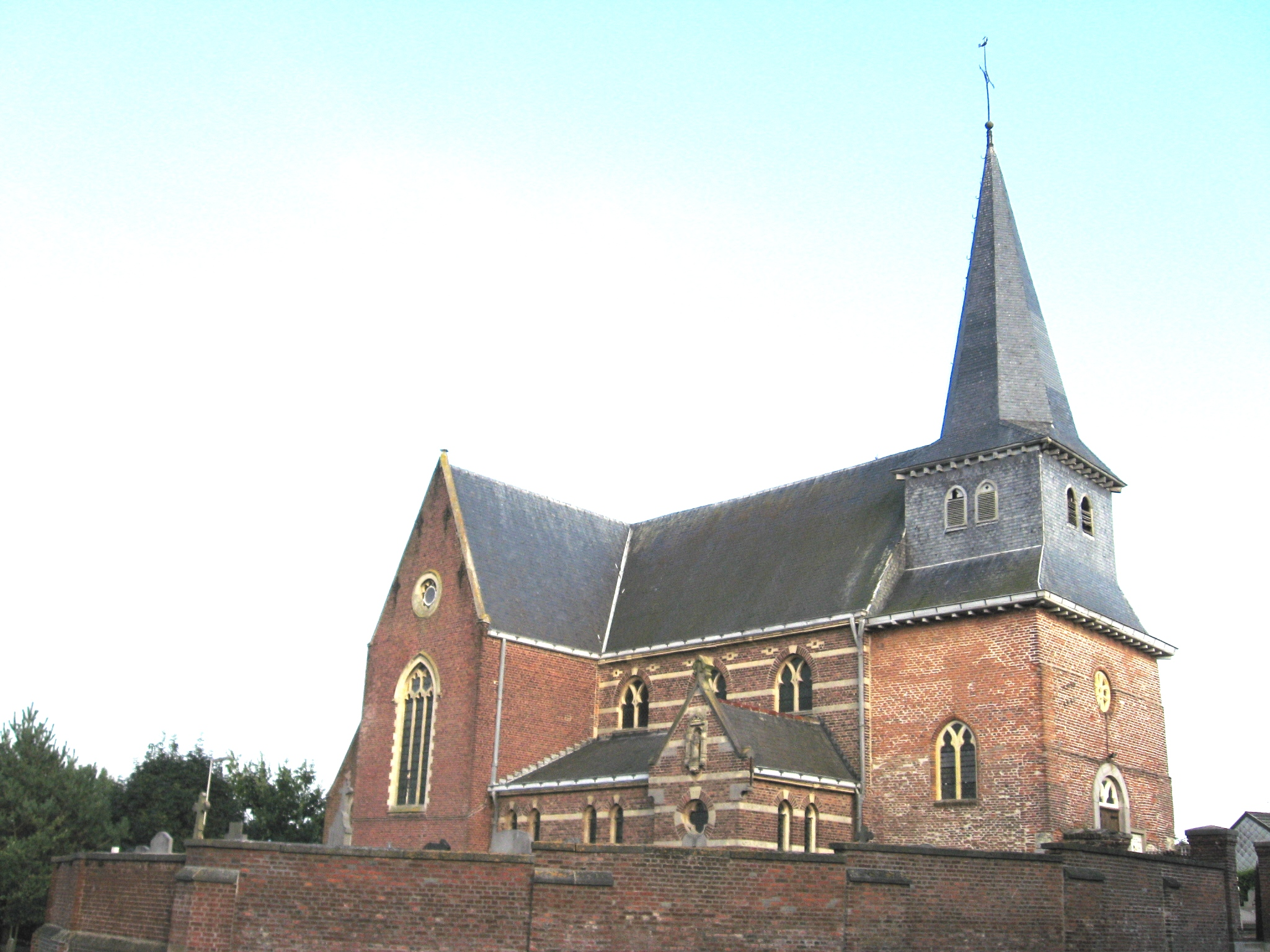
Sint-Trudokerk

De Sint-Trudokerk is de parochiekerk van Buvingen, gelegen aan Sint-Trudostraat 3/2.
Reeds omstreeks 1000 werd er in Buvingen een kerk gesticht, en wel door de Abdij van Sint-Truiden. De huidige kerk is echter grotendeels 19e-eeuws: Het koor is van 1829 en het schip van 1896. De stijl van deze baksteenbouw is neogotisch.
De ingebouwde westtoren is vroeggotisch en heeft een zware aanzet. Ze is in baksteen uitgevoerd, maar ook mergelsteen en arduin werden gebruikt. Boven op de aanzet bevindt zich een merkwaardige ingesnoerde vierkante klokkenverdieping, gedekt door een ingesnoerde naaldspits, en dit alles bedekt met leien. Tegen de zuidgevel van de toren is een overhuifd Kruisbeeld aangebracht, geflankeerd door twee treurende vrouwen.
De kerk ligt op het hoogste punt van het dorp, binnen een ommuurd kerkhof.

## Interieur
Het interieur is neogotisch. De kerk bezit een romaanse kalkstenen doopvont uit de 12e eeuw, een eiken biechtstoel in Lodewijk XV-stijl uit de 2e helft van de 18e eeuw en ook ander meubilair, alsmede een doksaal, in deze stijl.